# Dactylomys
Бамбуковий щур (Dactylomys) — рід гризунів родини щетинцевих, чиє середовище проживання обмежується заростями бамбука. Полюбляють селитися неподалік від води, це нічні й деревні гризуни.

## Етимологія
лат. Dactylus походить від грец. δάχτυλος, латиніз. Daktylos — «пальці», грец. μυς, латиніз. mys — це родовий відмінок від myos — миша, тобто Dactylomys — мишачі пальці. Що вказує на особливу форму пальців, які є видовженими і середній палець більш відокремлений від інших.

## Систематика
- Рід Dactylomys
  - Вид Dactylomys boliviensis (болівійський бамбуковий щур)
  - Вид Dactylomys dactylinus (амазонський бамбуковий щур)
  - Вид Dactylomys peruanus (перуанський бамбуковий щур)